# Shamo Quaye
Shamo Quaye, född 22 oktober 1971 i Tema, Ghana, död 30 november 1997, var en ghanansk fotbollsspelare.
Quaye var med i startelvan när Ghana tog brons i Olympiska sommarspelen 1992 i Barcelona.
Vid tidpunkten för dödsfallet spelade Quaye för Umeå FC i Sverige, men han var i Ghana med landslaget. Under en träningsmatch fick Quaye ett slag mot ansiktet, något som inte gav några omedelbara komplikationer. Två dagar senare avled Quaye plötsligt sedan svåra komplikationer tillstött.
I början av januari 1998 begravdes Quaye i en park i hemstaden Tema. Över 25 000 deltog vid begravningsceremonin, däribland representanter från Umeå FC.
Efter dödsfallet pensionerade Umeå FC Quays nummer 21, vilket innebär att ingen annan kan ha det numret.